# Paul Demaret
Pour les articles homonymes, voir Demaret.
Paul Demaret, né le 24 septembre 1941 à Ostende, est professeur d'université et ancien recteur du Collège d'Europe de Bruges et de Natolin (Varsovie).

## Biographie
Paul Demaret étudie le droit et l'économie à l’université de Liège. Il obtient par la suite un LL.M. de la Columbia Law School et un JSD de l'université de Californie à Berkeley. Il soutient ensuite sa thèse de doctorat en droit à l'université de Liège. 
Il enseigne le droit européen à l'Université de Liège jusqu'en 2003 en tant que professeur ordinaire (extraordinaire à partir de 2003). Il est, dans cette même université, directeur de l'Institut d'études juridiques européennes Fernand Dehousse. Il est également titulaire d’une chaire Robert Schuman à l’Université de Pékin. Il fait partie de deux panels WTO.
De 1981 à 2003 il est directeur du département Droit européen au Collège d'Europe. Il en devient le recteur en 2003, succédant à Robert Picht.
Ses domaines d'enseignement et de recherche :
- Droit économique européen
- Droit de l'OMC
- Droit comparé États-Unis - Europe
- Dimension internationale du marché UE intérieur

## Publications
- Mondialisation et accès aux marchés. L'accès au marché des services réglementés: la libéralisation du commerce des services dans le cadre du traité CE, in: Revue internationale de droit économique 2002/2-3 (t. XVI)

Ses publications traitent principalement des matières suivantes :
- Droit communautaire européen (droit européen de la propriété intellectuelle, droit européen de la concurrence, libre circulation des personnes et des biens, politique commerciale commune)
- Droit commercial européen (Accords d'intégration régionaux/GATT/WTO).